# Electricity (Motörhead)
Electricity è un singolo del gruppo musicale britannico Motörhead, il secondo estratto dal ventiduesimo album in studio Bad Magic e pubblicato il 31 luglio 2015.
La canzone è stata accompagnata anche da un lyric video.

## Tracce
1. Electricity – 2:16

## Formazione
- Lemmy Kilmister – voce, basso
- Phil Campbell – chitarra
- Mikkey Dee – batteria